# Série (matemática)
Em matemática, a série infinita, ou simplesmente série, defini-se a partir de uma sequência {\displaystyle {a_{n}}}, até a soma infinita. Ou seja, representa uma somátoria de várias parcelas sucessivamente sem que essa operação tenha um fim.
{\displaystyle \sum _{n=1}^{\infty }} {\displaystyle a_{n}=a_{1}+a_{2}+a_{3}+...+a_{n}+...}

## Dificuldades na definição
Esta generalização pode trazer diversas dificuldades:
- Nem sempre é possível definir um valor resultante da soma para uma série;

Exemplo:  {\displaystyle \sum _{n=1}^{\infty }} {\displaystyle (-1)^{n-1}=\underbrace {(1-1)} _{0}+\underbrace {(1-1)} _{0}+\underbrace {(1-1)} _{0}+\cdots =0}.
Ou,
{\displaystyle \sum _{n=1}^{\infty }} {\displaystyle (-1)^{n-1}=1+\underbrace {(-1+1)} _{0}+\underbrace {(-1+1)} _{0}+\underbrace {(-1+1)} _{0}+\cdots =1}. 
- Algumas séries possuem o valor de sua soma infinito;

Exemplo:  {\displaystyle \sum _{n=1}^{\infty }1=1+1+1+1+1+1+1+1+...=\infty }.    
- Nem sempre é possível trocar a ordem dos termos da série, porque o seu valor se altera, isso acontece nas séries condicionalmente convergentes;

Exemplo:  {\displaystyle S=\sum _{n=1}^{\infty }} {\displaystyle {\frac {(-1)^{n}}{n+1}}} = {\displaystyle {\frac {1}{1}}-{\frac {1}{2}}+{\frac {1}{3}}-{\frac {1}{4}}+...}   e  {\displaystyle {\frac {3}{2}}S={\frac {3}{2}}\sum _{n=1}^{\infty }{\frac {(-1)^{n}}{n+1}}=\sum _{n=1}^{\infty }\left({\frac {1}{4n-3}}+{\frac {1}{4n-1}}-{\frac {1}{2n}}\right)={\frac {1}{1}}+{\frac {1}{3}}-{\frac {1}{2}}+{\frac {1}{5}}+{\frac {1}{7}}-{\frac {1}{4}}+\cdots }
Podemos ver que neste caso {\displaystyle {\frac {3}{2}}S=S}  devido a uma mudança na ordem dos termos, colocando dois positivos seguido de um negativo. Alterou-se o valor da soma.
Embora a ideia de soma infinita seja bastante antiga, uma formulação matemática rigorosa só veio a surgir no século XVIII, com o advento da análise real, que denota e define uma série de termos {\displaystyle u_{1},u_{2},u_{3}...}, da seguinte forma:
{\displaystyle \sum _{n=1}^{\infty }} {\displaystyle u_{n}}= {\displaystyle u_{1}+u_{2}+u_{3}+u_{4}+...}
Observe que é necessária a soma ordenada, para fugir dos problemas apontados acima.

## Corrida de Aquiles
O primeiro exemplo foi a corrida de Aquiles vista pelo Paradoxo de Zenão; o filósofo grego pré-socrático Zenão de Eleia estudou o ramo da filosofia que trata da lógica e criou alguns paradoxos, nos quais afirmava que tempo e movimento não existem.
“Numa manhã de sábado, o guerreiro Aquiles, o melhor do exército grego, resolveu apostar uma corrida com uma tartaruga para mostrar que era muito veloz. Entretanto, como sua vitória parecia iminente, resolveu dar uma colher de chá, deu uma vantagem de 1 km para a tartaruga.” Dos relatos históricos, descobriu-se que a velocidade de Aquiles era dez vezes maior do que a tartaruga. Assim, se Aquiles corria a 10 m/s, a tartaruga corria a 1 m/s.
Nessa situação, Zenão afirma que Aquiles nunca ultrapassará a tartaruga. Para isso, ele conjectura que, quando Aquiles alcança o ponto em que a tartaruga partiu ela já haveria andado uma distância e, quando ele chegasse ao segundo ponto, ela já haveria andado mais uma pequena distância e, assim, indefinidas vezes. Zenão usa a tartaruga como referencial para sabermos a posição de Aquiles, isso mostra que a diferença entre os dois diminui, mas Aquiles nunca irá alcançar, quanto menos ultrapassar a tartaruga.
Os argumentos lógicos usados por Zenão estão corretos mas, por que ele erra? Sabe-se que Aquiles, no mundo real, ultrapassa a tartaruga, então qual o equívoco dos argumentos?
Analisando os dados que temos usando as proposições lógicas do filósofo:
| Tempo (s)   | Posição da tartaruga (m) | Posição de Aquiles (m) | Diferença da tartaruga em relação a Aquiles (m) |
| 0           | 1000                     | 0                      | 1000                                            |
| 100         | 1100                     | 1000                   | 100                                             |
| 110         | 1110                     | 1100                   | 10                                              |
| 111         | 1111                     | 1110                   | 1                                               |
| 111,1       | 1111,1                   | 1111                   | 0,1                                             |
| 111,11      | 1111,11                  | 1111,1                 | 0,01                                            |
| ...         | ...                      | ...                    | ...                                             |
| 111,111[…]1 | 1111,111[…]1             | 1111,11[…]1            | 0,000[…]1                                       |

A questão se resume em somar todas as diferenças da posição tartaruga em relação a Aquiles e com esse resultado descobrir, de forma exata, que distância Aquiles precisa caminhar para alcançar a tartaruga. Ou seja, quer encontrar-se a soma S, tal que: S = 1000 + 100 + 10 + 1 + 0,1 + 0,01 + …
Perceba que deseja-se uma soma com infinitas parcelas, a qual denomina-se de soma de uma série. Olhando mais de perto essa não é uma soma qualquer, os termos utilizados na soma tem uma peculiaridade: o posterior é sempre o anterior dividido por 10, ou seja, essa é uma progressão geométrica (PG) de razão 1/10.
Observa-se na tabela, a soma desta série é 1111,11... Uma dízima periódica que tem por fração geratriz {\displaystyle {\frac {10000}{9}}}. (Na sequência apresenta-se uma maneira mais prática para obter este resultado).
Escreve-se assim,  {\displaystyle S=1000+100+10+1+0,1+0,01+\cdots ={\frac {10000}{9}}}.
Conclui-se, então, que mesmo tendo infinitas parcelas é possível encontrar um número real como resposta para essa soma e, por este motivo, Zenão erra. Ele aborda o problema de forma que o tempo caminhe de forma geométrica, o que não é errado, mas não serve para provar sua conclusão.
Para analisar se houve ultrapassagem ou não, deve-se abordar o problema tal que a referência seja o tempo, não mais a posição da tartaruga. Veja:
| Tempo (s) | Posição da tartaruga (m) | Posição de Aquiles (m) | Diferença da tartaruga em relação a Aquiles (m) |
| 0         | 1000                     | 0                      | 1000                                            |
| 20        | 1020                     | 200                    | 820                                             |
| 40        | 1040                     | 400                    | 640                                             |
| 60        | 1060                     | 600                    | 460                                             |
| 80        | 1080                     | 800                    | 280                                             |
| 100       | 1100                     | 1000                   | 100                                             |
| 112       | 1112                     | 1120                   | -8                                              |
| 120       | 1120                     | 1200                   | -80                                             |

Analisando a tabela, é possível observar que no instante 80 s Aquiles está 280 m atrás da tartaruga, mas no instante 112 s Aquiles ultrapassou-a em 8 m. Assim, conclui-se que a intuição inicial e o mundo real estão corretos, Aquiles realmente ultrapassa a tartaruga, quebrando definitivamente o paradoxo de Zenão.

## Notação

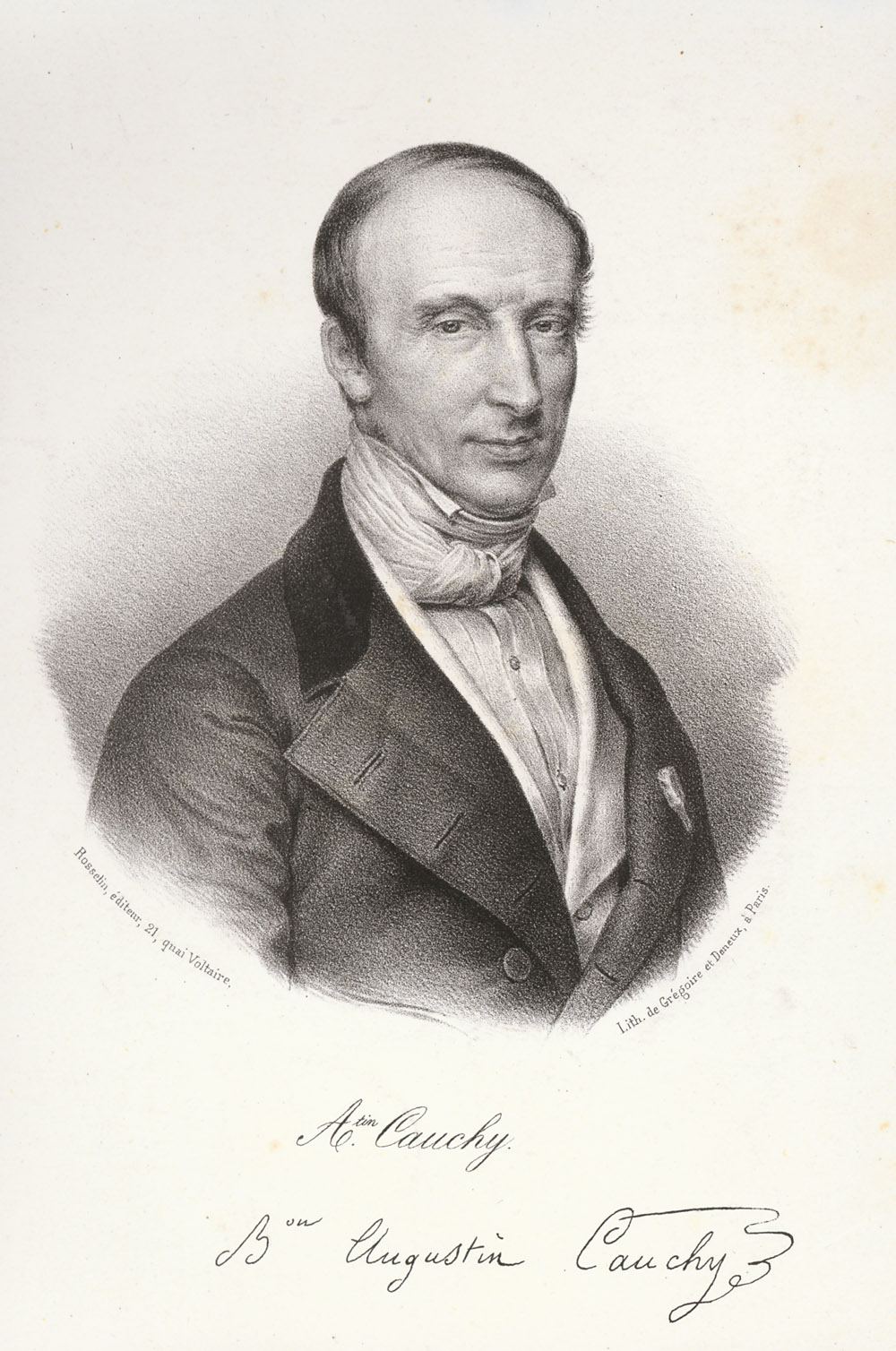
Cauchy formalizou o estudo das séries.

Generalizando para todo caso temos que, se forem {\displaystyle u_{1},u_{2},u_{3},\ldots ,u_{n},\ldots } os termos da sequência que desejamos somar, a soma {\displaystyle S} da série será:    {\displaystyle S=\sum _{n=1}^{\infty }u_{n}}.
Considera-se deste modo sempre a genericidade: Uma letra maiúscula como o valor da soma da série e uma letra minúscula seguida do índice como uma sequência.
Quando estiver tratando de somas em que o índice superior é infinito e se tratando de uma série genérica, não precisa-se evidenciar nenhum dos dois índices. Essa observação prevê praticidade para demonstrações que se seguem neste texto e, ainda mais porque não existe influência na conclusão a omissão destes índices. Ou seja, para casos em que temos uma soma de uma sequência genérica denota-se da seguinte forma:   {\displaystyle S=\sum _{}^{}u_{n}}.
Quando se tratar de um caso numérico em que busca-se a soma S, é indispensável saber os índices e essa observação, então, não se aplica. Como uma forma de ilustrar esta colocação, utiliza-se o primeiro exemplo: {\displaystyle u_{1}=1000,u_{2}=100,u_{3}=10},  
{\displaystyle u_{n}={\frac {1000}{1}}*\left({\frac {1}{10}}\right)^{n-1}}  e  {\displaystyle S=\sum _{n=1}^{\infty }u_{n}=\sum _{n=1}^{\infty }1000\left({\frac {1}{10}}\right)^{n-1}}. 
Para estudar com mais exatidão a soma de uma série infinita, (re)parte-se esta soma e chama-se de soma parcial até o termo k de {\displaystyle S_{k}}. Sendo , {\displaystyle S_{k}}  a soma dos k primeiros termos de uma série, denotando isso por: 
{\displaystyle S_{k}=\sum _{n=1}^{k}u_{n}=u_{1}+u_{2}+u_{3}+...+u_{k}}.

## Definição
Define-se a soma S de uma série infinita, o limite das somas parciais quando o limite dessas somas parciais existe, ou seja, quando S é um número real.
{\displaystyle S=\sum _{n=1}^{\infty }u_{n}=\lim _{k\to \infty }\sum _{n=1}^{k}u_{n}=\lim _{k\to \infty }S_{k}}. 

## Aspectos históricos

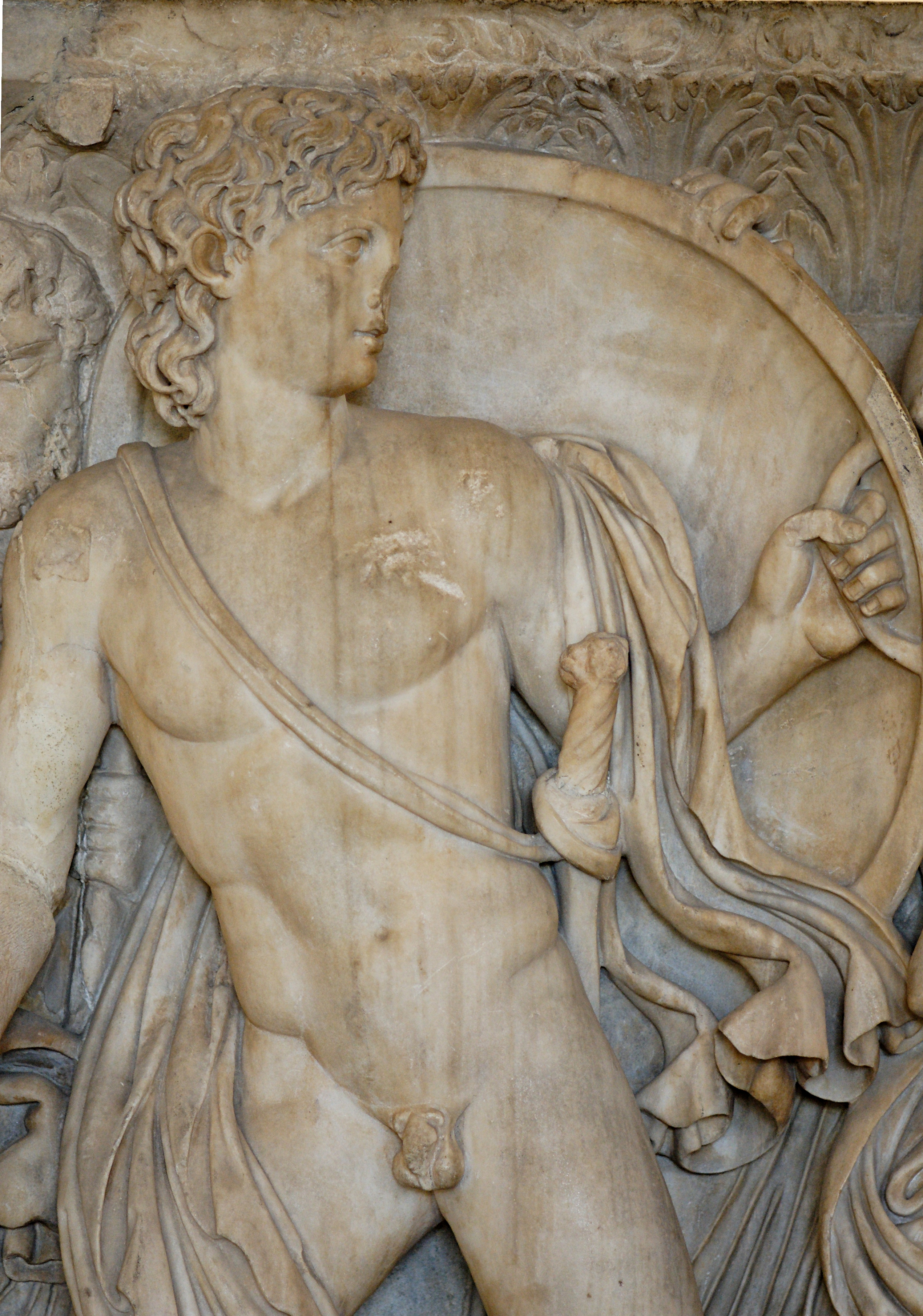
Aquiles

Somas infinitas surgiram há séculos. A fim de obter a área de um segmento parabólico, Arquimedes ( 250 a.C.) necessitou calcular a soma da progressão  1 + ¼ + (¼)2 + (¼)3 + ... = 4/3 .  Embora seu cálculo não tenha sido feito por processos infinitos, que eram mal vistos em seu tempo, este foi um dos primeiros cálculos de somas infinitas. Por volta de 1350, utilizando “processos infinitos”, R. Suiseth (mais conhecido como Calculator).
A consideração de somas infinitas é um problema estreitamente ligado ao problema da passagem ao limite. A falta por longo período de conceitos adequados e de uma teoria razoável levou os matemáticos a numerosas especulações e paradoxos a respeito da natureza das séries infinitas, a exemplo do paradoxo de Zenão.
O paradoxo de Zenão segundo Aristóteles em Fisica VI, 239 b 9 ss consiste basicamente em decompor o movimento em um número infinito de partes. Pressupondo de que é impossível realizar infinitos movimentos em tempo finito, o deslocamento torna-se impossível. O experimento mental tradicional propõe uma competição entre o herói Aquiles e uma tartaruga. A tartaruga parte com uma vantagem inicial. É impossível que Aquiles alcance a tartaruga, porque, quando Aquiles atinge a posição inicial da tartaruga (A), ela já avançou para o ponto (B). Quando Aquiles chega ao ponto B, a tartaruga já está em C e assim até o infinito.
O matemático e astrônomo Madhava foi o primeiro, no século XIV, a considerar tais séries. Seus trabalhos receberam continuidade por seus sucessores da escola de Kerala, região ao sul da Índia e foram registrados no livro Yuktibhasa. Madhava se dedica ao estudo das funções trigonométricas, propondo-lhe desenvolvimento em séries de Taylor e em séries trigonométrica. Ele utiliza esses conceitos para o cálculo de aproximações (notavelmente para estimar o valor numérico da constante {\displaystyle \pi }) e estabelece estimativas para o erro assumido. Também introduz os primeiros critérios de convergência.
No século XVII, James Gregory redescobre vários desses resultados, em especial o desenvolvimento de séries trigonométricas em séries de Taylor e sua série que permita calcular o valor numérico de {\displaystyle \pi .} Em 1715, Brook Taylor, ao publicar a construção geral das séries que recebem seu nome, estabelece uma frutífera ligação da teoria de séries infinitas com o cálculo diferencial.
Em 1748,  L. Euler publicou o texto Introductio in analysin infinitorum, em dois volumes. O primeiro deles versava sobre processos infinitos, entre os quais séries infinitas. Euler era pouco cuidadoso no uso de tais séries,  e as manipulava arriscadamente. Usando a série da função sen z = z – z3/3 + z5/5! - ... e de artifícios engenhosos, Euler conseguiu resolver uma difícil questão que J. Bernoulli não tivera sucesso,  a de obter a soma dos recíprocos dos quadrados perfeitos. Leonhard Euler estabelece numerosas relações sobre séries, calcula diversas somas notáveis e introduz o conceito de série hipergeométrica
A teoria das séries infinitas se estabelece finalmente com o advento da análise matemática ao longo dos séculos XVIII e XIX com os trabalhos sobretudo de Augustin Louis Cauchy.

## Classificação
Classificação quanto à convergência:
| Nome                                                              | Nome                         | Limite {\displaystyle \sum _{n=1}^{\infty }a_{n}} existe? | Limite {\displaystyle \sum _{n=1}^{\infty }\|a_{n}\|} existe? | Exemplo deste tipo de série |  |
| ----------------------------------------------------------------- | ---------------------------- | --------------------------------------------------------- | ------------------------------------------------------------- | --- |  |
| Série convergente (seus termos formam uma sequência dita somável) | absolutamente convergente    | Sim e é finito                                            | Sim e é finito                                                | {\displaystyle \sum _{n=1}^{\infty }a^{n},\forall \|a\|<1}.                                                                            |  |
| Série convergente (seus termos formam uma sequência dita somável) | condicionalmente convergente | Sim e é finito                                            | Não existe                                                    | A soma {\displaystyle \sum _{n=1}^{\infty }{\frac {(-1)^{n+1}}{n}}} converge, mas se a tomarmos em módulo teremos uma soma divergente. |  |
| Série divergente                                                  | Série divergente             | Não existe                                                | -                                                             | Os somatórios {\displaystyle \sum _{n=1}^{\infty }{\frac {1}{n}}} e {\displaystyle \sum _{n=1}^{\infty }n} divergem.                   |  |
| Série oscilante                                                   | Série oscilante              | Não                                                       | -                                                             | O somatório {\displaystyle \sum _{n=0}^{\infty }(-1)^{n}}.                                                                             |  |

- Obs.: Alguns autores, sobretudo fora do escopo da análise real ou na teoria das séries divergentes, definem como série divergente toda aquela que não é convergente.

## Convergência e divergência de séries
Diversos são os teoremas para provar que determinada série numérica converge ou diverge, esses costumam ser chamados de testes (ou critérios), eis alguns exemplos:

### Termos positivos

#### Teste da integral
O teste da integral é um método para estabelecer a convergência de um série comparando a soma de seus termos à integral de uma função adequada.
Seja {\displaystyle \sum _{n=1}^{\infty }a_{n}} uma série de números positivos e {\displaystyle f(x):[1,\infty ]\to \mathbb {R} } uma função com as seguintes propriedades:
- {\displaystyle f(x)\geq 0;}
- {\displaystyle f(x)} é decrescente;
- {\displaystyle f(n)=a_{n}.}

Então {\displaystyle \sum _{n=1}^{\infty }a_{n}} converge se e somente se {\displaystyle \int _{1}^{\infty }f(x)dx} converge.

#### Teste da comparação do limite (2º Critério de Comparação)
O teste da comparação do limite é uma generalização do teste da comparação.
Sejam {\displaystyle \sum _{n=1}^{\infty }a_{n}} e {\displaystyle \sum _{n=1}^{\infty }b_{n}} séries de termos positivos. Então:
- Se {\displaystyle \lim _{n\rightarrow \infty }{\frac {a_{n}}{b_{n}}}=C,} sendo {\displaystyle C} um número e {\displaystyle 0<C<\infty ,} temos:

ambas as séries divergem ou ambas as séries convergem.
Obs.: Se {\displaystyle C=0,} então:
Se {\displaystyle {b_{n}}} é convergente → {\displaystyle {a_{n}}} é convergente.
Este teste admite uma ligeira modificação através do uso do limite superior:
- Se {\displaystyle \limsup _{n\rightarrow \infty }{\frac {a_{n}}{b_{n}}}<\infty ,} temos que:

Se {\displaystyle {b_{n}}} é convergente → {\displaystyle {a_{n}}} é convergente.

#### Critério da comparação de razões
O critério da comparação de razões serve como base para muitos dos critérios utilizados para estudar convergência e divergência de séries. Este é sugerido pela lógica da progressão geométrica.
Sejam as séries de termos positivos {\displaystyle \sum _{k=1}^{\infty }a_{k}} e {\displaystyle \sum _{k=1}^{\infty }b_{k},} imaginemos que existe um número natural {\displaystyle p} tal que, para {\displaystyle k\geq p,} temos:
- {\displaystyle {\frac {a_{k+1}}{a_{k}}}\leq {\frac {b_{k+1}}{b_{k}}}}.

Então
- {\displaystyle \sum _{k=1}^{\infty }b_{k}} convergente ⇒ {\displaystyle \sum _{k=1}^{\infty }a_{k}} convergente;
- {\displaystyle \sum _{k=1}^{\infty }a_{k}} divergente ⇒ {\displaystyle \sum _{k=1}^{\infty }b_{k}} divergente;

#### Teste da divergência
O teste da divergência ou teste do termo geral estabelece que uma série numérica não pode convergir se o seu termo geral não converge para zero. Ou seja:
Se {\displaystyle \sum _{n=1}^{\infty }a_{n}} converge, então seu termo geral {\displaystyle a_{n}} converge para zero.
Observe cuidadosamente que a recíproca não é verdadeira, um contra-exemplo simples é a série harmônica:
{\displaystyle \sum _{n=1}^{\infty }{\frac {1}{n}}}
onde o termo geral {\displaystyle {\frac {1}{n}}} tende a zero, mas a soma diverge.

#### Teste da comparação (1º Critério de Comparação)
O teste da comparação estabelece um critério para convergência de séries de termos positivos, ou para a convergência absoluta.
Sejam as séries:
- {\displaystyle \sum _{n=1}^{\infty }a_{n}}
- {\displaystyle \sum _{n=1}^{\infty }b_{n}}.

Então se {\displaystyle 0\leq a_{n}\leq b_{n}} e se a segunda série converge a primeira também converge (e a soma não é superior). Ou ainda, se a primeira diverge a segunda também deve divergir.
Podemos também estabelecer  que se {\displaystyle |a_{n}|\leq b_{n},} então a primeira série converge contanto que a segunda também convirja.

#### Teste da razão (critério de d'Alembert)
Seja a série {\displaystyle \sum _{n=1}^{\infty }a_{n}} , com {\displaystyle a_{n}>0} para todo {\displaystyle n>q}, onde {\displaystyle q} é um natural fixo.
Suponha que: {\displaystyle \lim _{n\to \infty }{\frac {a_{n+1}}{a_{n}}}}  exista, finito ou infinito . 
Seja:  {\displaystyle L=\lim _{n\to \infty }{\frac {a_{n}+1}{a_{n}}}} , então: 
A)  {\displaystyle L<1\Rightarrow \sum _{n=0}^{\infty }a_{n}} é convergente;
B) {\displaystyle L>1} ou {\displaystyle L=+\infty \Rightarrow \sum _{n=0}^{\infty }a_{n}}  é divergente ;
C) Se {\displaystyle L=1}, o teste é inconclusivo.
Demonstração:
A)Tomando {\displaystyle r} tal que {\displaystyle L<r<1}. Segue que existe um natural {\displaystyle p\geqslant q} tal que, para {\displaystyle n\geqslant p}, {\displaystyle {\frac {a_{n}}{a_{n+1}}}<1}.
Exemplo:
A série {\displaystyle \sum _{n=0}^{\infty }} é convergente?
Pois, como {\displaystyle a_{n}={\frac {2}{n!}}^{n}},  tem-se:
{\displaystyle {\frac {a_{n+1}}{a_{n}}}={\frac {2}{n+1!}}^{n+1}\div {\frac {2}{n!}}^{n}={\frac {2}{n+1}}}.
segue que:{\displaystyle \lim _{n\to \infty }{\frac {a_{n+1}}{a_{n}}}=\lim _{n\to \infty }{\frac {2}{n+1}}=0}
B) segue da hipótese que existe um natural {\displaystyle p\geqslant q}  tal que, para {\displaystyle n\geqslant p}, {\displaystyle {\frac {a_{n}}{a_{n+1}}}\geqslant 1}.
Exemplo: A série:{\displaystyle \sum _{n=1}^{\infty }{\frac {1\times 4\times 7...\times (3n+1)}{n^{5}}}}.
Solução:
{\displaystyle a_{n}={\frac {1\times 4\times 7...\times (3n+1)}{n^{5}}}}
{\displaystyle {\frac {a_{n}}{a_{n+1}}}={\frac {1\times 4\times 7...\times (3n+1)\times (3n+4)}{(n+1)^{5}}}\times {\frac {n^{5}}{1\times 4\times 7...\times (3n+1)}}}{\displaystyle ={\frac {3}{(n+1/n)^{5}}}}.
Segue que 
{\displaystyle \lim _{n\to \infty }{\frac {a_{n+1}}{a_{n}}}=\infty }.
Teste da Raiz (Critério de Cauchy)
Considere a série {\displaystyle \sum _{n=1}^{\infty }a_{n}}, com {\displaystyle a_{n}>0} para todo {\displaystyle n>q}, onde {\displaystyle q} é um natural fixo. Suponha que {\displaystyle \lim _{n\to \infty }{\sqrt[{n}]{a_{n}}}} exista, finto ou infinito.
seja: {\displaystyle L=\lim _{n\to \infty }{\sqrt[{n}]{a_{n}}}}.
Então:
A)  {\displaystyle L<1\Rightarrow \sum _{n=0}^{\infty }a_{n}} é convergente;
B) {\displaystyle L>1} ou {\displaystyle L=+\infty \Rightarrow \sum _{n=0}^{\infty }a_{n}}  é divergente ;
C) Se {\displaystyle L=1}, o teste é inconclusivo
Demonstração :
Tomando-se {\displaystyle r} tal que {\displaystyle L<r<1}, existe um natural {\displaystyle p\geqslant q} tal que, para {\displaystyle n\geqslant p}, {\displaystyle {\sqrt[{n}]{a_{n}}}<r} e, portanto, {\displaystyle a_{n}<r^{n}}.
A convergência da série segue por comparação com a série geométrica
{\displaystyle \sum _{n=0}^{\infty }r^{n}}.
Exemplo:
A série {\displaystyle \sum _{n=0}^{\infty }{\frac {n^{3}}{3^{n}}}} é convergente?
Sim, pois:
aplicando o teste da raiz, temos:
{\displaystyle \lim _{n\to \infty }{\sqrt[{n}]{a_{n}}}=\lim _{n\to \infty }{\sqrt[{n}]{\frac {n^{3}}{3^{n}}}}={\frac {1}{3}}},  pois {\displaystyle \lim _{n\to \infty }{\sqrt[{n}]{n^{3}}}=1} e {\displaystyle \lim _{n\to \infty }{\sqrt[{n}]{3^{n}}}=3}.
Logo, a série é divergente.
Observação: seja a série {\displaystyle \sum _{n=0}^{\infty }a_{n}}, com {\displaystyle a_{n}>0}. Se ocorrer {\displaystyle \lim _{n\to \infty }{\frac {a_{n+1}}{a_{n}}}=1}, o critério da razão não decide se a série é ou não convergente. Conforme se {\displaystyle \lim _{n\to \infty }{\frac {a_{n+1}}{a_{n}}}=1}.Então teremos, também {\displaystyle \lim _{n\to \infty }{\sqrt[{n}]{a_{n}}}}=1. Isto significa que se {\displaystyle \lim _{n\to \infty }{\frac {a_{n+1}}{a_{n}}}=1}, o critério da raiz nada revela também, sobre a convergência ou divergência da série.

### Séries de termos positivos ou negativos
Supondo que numa sucessão há termos positivos e negativos, havendo uma infinidade numerável de termos de cada sinal. Chama-se Série de Termos Quaisquer a série
{\displaystyle \sum _{n=1}^{\infty }a_{n}}, se nesta série somarmos os termos consecutivos.
{\displaystyle S_{n}=u_{0}-u_{1}+u_{2}-u_{3}+u_{4}+...+(-1)^{n}.u_{n}+...}, onde a série de termos alternadamente positivos e negativos é chamada Série Alternada.

#### Série alternada (critério de Leibnitz)
Seja uma série qualquer {\displaystyle \sum _{n=1}^{\infty }a_{n}} em que os termos {\displaystyle (a_{n})\forall n\in \mathbb {N} } são alternadamente positivos e negativos, ou vice-versa. Isto é, para uma sequência positiva qualquer {\displaystyle (u_{n})>0} tem-se {\displaystyle a_{n}=(-1)^{n-1}.u_{n}} ou {\displaystyle a_{n}=(-1)^{n}.u_{n}}. Sendo assim, define-se série alternada toda série do tipo
{\displaystyle \sum _{n=1}^{\infty }a_{n}=\sum _{n=1}^{\infty }(-1)^{n-1}.u_{n}=u_{1}-u_{2}+u_{3}-u_{4}+...+(-1)^{n-1}.u_{n}+...} ou {\displaystyle \sum _{n=1}^{\infty }a_{n}=\sum _{n=1}^{\infty }(-1)^{n}.u_{n}=-u_{1}+u_{2}-u_{3}+u_{4}+...+(-1)^{n}.u_{n}+...}

O estudo da convergência da série alternada é feito a partir do critério de Leibnitz.

#### Testes de Abel e Dirichlet
O teste de Abel e o teste de Dirichlet demonstram a convergência de séries numéricas que podem ser escritas na forma:
{\displaystyle \sum _{n=1}^{\infty }a_{n}b_{n}}
quando os coeficiente {\displaystyle b_{n}} forma uma sequência monotônica com limite {\displaystyle b_{\infty }.}
O teste de Abel garante a convergência de {\displaystyle \sum _{n=1}^{\infty }a_{n}b_{n}} quando {\displaystyle \sum _{n=1}^{\infty }a_{n}} é convergente. Já o teste de Dirichet se aplica quando {\displaystyle b_{\infty }=0,} mas exige apenas que as somas parcial sejam limitadas:
{\displaystyle \left|\sum _{n=1}^{N}a_{n}\right|\leq M}.

## Tipos importantes
Grande parte do estudo de séries numéricas se resume, na verdade, a analisar sua convergência ou divergência. Há alguns tipos específicos de séries em que é muito simples observar se estas convergem ou não, fato que as permite serem usadas como comparação para estudar a convergência de outras séries semelhantes. São elas:

### Série telescópica (de Mengoli)
Considere uma série qualquer {\displaystyle \sum _{n=1}^{\infty }a_{n}} tal que {\displaystyle a_{n}=u_{n}-u_{n+1}}. Define-se série telescópica, toda série do tipo
{\displaystyle \sum _{n=1}^{\infty }(u_{n}-u_{n+1})=(u_{1}-u_{2})+(u_{2}-u_{3})+...+(u_{n}-u_{n+1})+...}
e então a sequência {\displaystyle S_{k}} das somas parciais tem a seguinte característica:
{\displaystyle S_{k}=\sum _{n=1}^{k}(u_{n}-u_{n+1})=(u_{1}-u_{2})+(u_{2}-u_{3})+...+(u_{k-1}-u_{k})+(u_{k}-u_{k+1})=u_{1}-u_{k+1}}.
Observação: a expressão “telescópica” dada a esse tipo de série é uma analogia aos antigos telescópios que eram compostos por várias partes. Quando abertos se viam todas essas partes, mas se fechados, conseguia-se ver apenas a primeira e a última parte. Em toda série telescópica isso também acontece com suas somas parciais, os termos intermediários se cancelam, restando apenas o primeiro e o último termo.
Teorema: Uma série telescópica converge quando a sequência {\displaystyle (u_{k})} converge. Então, sua soma será {\displaystyle S=u_{1}-\lim _{k\to \infty }u_{k+1}}.
Demonstração:
Tomando o limite da sequência {\displaystyle S_{k}}
{\displaystyle S=\lim _{k\to \infty }S_{k}=\lim _{k\to \infty }(u_{1}-u_{k+1})=u_{1}-\lim _{k\to \infty }u_{k+1}}
observa-se que {\displaystyle u_{1}} é o primeiro termo da sequência, portanto um número real e por hipótese a sequência {\displaystyle (u_{k})} converge, o que implica que {\displaystyle (u_{k+1})} também converge, logo a sequência {\displaystyle S_{k}} das somas parciais também converge e por fim, a série converge.
{\displaystyle \therefore } A soma de uma série telescópica existe (a série converge) quando a sequência {\displaystyle (u_{k})} converge e é igual a {\displaystyle S=u_{1}-\lim _{k\to \infty }u_{k+1}}.          {\displaystyle \blacksquare }
Exemplo 1: A série {\displaystyle \sum _{n=1}^{\infty }{\frac {1}{n(n+1)}}\Rightarrow a_{n}={\frac {1}{n(n+1)}}} é convergente e o valor de sua soma é igual a {\displaystyle 1}. Pode-se observar isso ao manipular o termo geral da série utilizando a técnica de frações parciais:
{\displaystyle {\frac {1}{n(n+1)}}={\frac {A}{n}}+{\frac {B}{(n+1)}}={\frac {A(n+1)+Bn}{n(n+1)}}={\frac {(A+B)n+A}{n(n+1)}}}
dessa igualdade obtém-se que {\displaystyle (A+B)n+A=1}, donde {\displaystyle {\begin{cases}A+B=0\\A=1\end{cases}}\Rightarrow {\begin{cases}B=-1\\A=1\end{cases}}}, ou seja:
{\displaystyle a_{n}={\frac {1}{n(n+1)}}={\frac {1}{n}}-{\frac {1}{(n+1)}}=u_{n}-u_{n+1}}{\displaystyle \Rightarrow \sum _{n=1}^{\infty }{\frac {1}{n(n+1)}}=\sum _{n=1}^{\infty }{\biggl [}{\frac {1}{n}}-{\frac {1}{(n+1)}}{\biggr ]}}.
Agora, na forma de série telescópica, a sequência {\displaystyle S_{k}} das somas parciais fica {\displaystyle S_{k}=1-{\frac {1}{(k+1)}}} e tomando o limite de {\displaystyle S_{k}}, tem-se {\displaystyle S=\lim _{k\to \infty }S_{k}=1-\lim _{k\to \infty }{\frac {1}{(k+1)}}=1-{\frac {1}{\infty }}=1}.
Exemplo 2: A série {\displaystyle \sum _{n=1}^{\infty }\ln {\biggl (}{\frac {n}{n+1}}{\biggr )}\Rightarrow a_{n}=\ln {\biggl (}{\frac {n}{n+1}}{\biggr )}} é divergente, porque manipulando o termo geral {\displaystyle (a_{n})}, observa-se que:
{\displaystyle a_{n}=\ln {\biggl (}{\frac {n}{n+1}}{\biggr )}=\ln(n)-\ln(n+1)=u_{n}-u_{n+1}}{\displaystyle \Rightarrow \sum _{n=1}^{\infty }\ln {\biggl (}{\frac {n}{n+1}}{\biggr )}=\sum _{n=1}^{\infty }{\bigl [}\ln(n)-\ln(n+1){\bigr ]}}.
Assim, a série tem a sequência das somas parciais da forma {\displaystyle S_{k}=0-\ln(k+1)\Rightarrow \lim _{k\to \infty }S_{k}=-\lim _{k\to \infty }\ln(k+1)=-\infty }.

### Série geométrica
É formada pela soma dos termos de uma progressão geométrica (P.G.), que tem como termo geral {\displaystyle u_{n}=u_{1}.q^{n-1}} com {\displaystyle u_{1}\in \mathbb {R} ^{*}}(primeiro termo da sequência) e {\displaystyle q\in \mathbb {R} } (razão). Portanto, define-se série geométrica, toda série da forma 
{\displaystyle \sum _{n=1}^{\infty }u_{1}.q^{n-1}=u_{1}+u_{1}.q+u_{1}.q^{2}+...+u_{1}.q^{n-1}+...}
Teorema: Uma série geométrica diverge se {\displaystyle \left\vert q\right\vert \geq 1} e converge quando {\displaystyle \left\vert q\right\vert <1}, neste caso, {\displaystyle S=\sum _{n=1}^{\infty }u_{1}.q^{n-1}={\frac {u_{1}}{(1-q)}}}.
Demonstração:
Para {\displaystyle q=1}: {\displaystyle \sum _{n=1}^{\infty }u_{1}.q^{n-1}=\sum _{n=1}^{\infty }u_{1}.1^{n-1}=\sum _{n=1}^{\infty }u_{1}}, como {\displaystyle u_{1}\neq 0}, {\displaystyle \lim _{n\to \infty }u_{1}=u_{1}\neq 0}. Pelo teste do termo geral, conclui-se que a série é divergente quando {\displaystyle q=1};
Para {\displaystyle q=-1}: {\displaystyle \sum _{n=1}^{\infty }u_{1}.q^{n-1}=\sum _{n=1}^{\infty }u_{1}.(-1)^{n-1}=u_{1}-u_{1}+u_{1}-u_{1}+...+u_{1}.(-1)^{n-1}+...}, tomando a sequência {\displaystyle S_{k}} das somas parciais e analisando as subsequências {\displaystyle S_{2N}} e {\displaystyle S_{2N+1}}, {\displaystyle \forall N\in \mathbb {N} }, tem-se que 
{\displaystyle \lim _{N\to \infty }S_{2N}=(u_{1}-u_{1})+(u_{1}-u_{1})+...+(u_{1}-u_{1})=0} e {\displaystyle \lim _{N\to \infty }S_{2N+1}=u_{1}+(-u_{1}+u_{1})+(-u_{1}+u_{1})+...+(-u_{1}+u_{1})=u_{1}}
ou seja, a sequência {\displaystyle S_{k}} admite subsequências com limites diferentes, logo diverge e portanto, por definição, a série é divergente quando {\displaystyle q=-1};
Para {\displaystyle \left\vert q\right\vert <1} ou {\displaystyle \left\vert q\right\vert >1}: {\displaystyle \sum _{n=1}^{\infty }u_{1}.q^{n-1}\Rightarrow S_{k}=\sum _{n=1}^{k}u_{1}.q^{n-1}=u_{1}+u_{1}.q+u_{1}.q^{2}+...+u_{1}.q^{k-1}}.
Multiplicando esta pela razão {\displaystyle q}, {\displaystyle q.S_{k}=\sum _{n=1}^{k}u_{1}.q^{n}=u_{1}.q+u_{1}.q^{2}+u_{1}.q^{3}+...+u_{1}.q^{k}} e fazendo 
{\displaystyle S_{k}-q.S_{k}=\sum _{n=1}^{k}{\bigl (}u_{1}.q^{n-1}-u_{1}.q^{n}{\bigr )}=u_{1}-u_{1}.q^{k}\Rightarrow S_{k}(1-q)=u_{1}(1-q^{k})\Rightarrow S_{k}={\frac {u_{1}(1-q^{k})}{(1-q)}}}.
Agora, aplicando o limite em {\displaystyle S_{k}} vê-se que: {\displaystyle S=\lim _{k\to \infty }S_{k}=\lim _{k\to \infty }{\frac {u_{1}(1-q^{k})}{(1-q)}}={\frac {u_{1}}{(1-q)}}.\lim _{k\to \infty }(1-q^{k})=}{\displaystyle {\begin{cases}{\frac {u_{1}}{(1-q)}},se\left\vert q\right\vert <1\\\pm \infty ,se\left\vert q\right\vert >1\end{cases}}}
pois a convergência deste limite está vinculada à convergência da sequência {\displaystyle (q^{k})}, que tende para {\displaystyle 0} se {\displaystyle -1<q<1} e diverge para {\displaystyle \pm \infty }, se {\displaystyle \left\vert q\right\vert >1}.
{\displaystyle \therefore } Uma série geométrica converge quando {\displaystyle \left\vert q\right\vert <1}, com {\displaystyle S={\frac {u_{1}}{(1-q)}}} e diverge quando {\displaystyle \left\vert q\right\vert \geq 1}.          {\displaystyle \blacksquare }
Para usar este teorema em uma série é preciso garantir que se trata de uma série geométrica, isto é, seja uma série qualquer {\displaystyle \sum _{n=1}^{\infty }a_{n}}, é preciso mostrar que {\displaystyle a_{n}=u_{1}.q^{n-1}=u_{n}}. Pode-se mostrar diretamente ao manipular algebricamente o termo geral. Ou também calcular a razão {\displaystyle {\frac {a_{n+1}}{a_{n}}}} que, por definição, deve resultar em um número real para tratar-se de uma progressão geométrica. Esse número real será a razão {\displaystyle q} da P.G. e tem-se que {\displaystyle a_{n}=u_{1}.q^{n-1}=u_{n}}, basta apenas calcular {\displaystyle u_{1}=a_{1}}. 
Em ambos os casos {\displaystyle \sum _{n=1}^{\infty }a_{n}=\sum _{n=1}^{\infty }u_{1}.q^{n-1}=\sum _{n=1}^{\infty }u_{n}}.
Exemplo 1: A série {\displaystyle \sum _{n=1}^{\infty }{\bigl (}3^{2n}.5^{1-n}{\bigr )}\Rightarrow a_{n}={\bigl (}3^{2n}.5^{1-n}{\bigr )}} diverge, pois consegue-se mostrar que {\displaystyle 3^{2n}.5^{1-n}={\bigl (}3^{2}{\bigr )}^{n}.5^{-(n-1)}=9^{n}.{\frac {1}{5^{n-1}}}=9.{\frac {9^{n-1}}{5^{n-1}}}=9\left({\frac {9}{5}}\right)^{n-1}} e assim, {\displaystyle \sum _{n=1}^{\infty }{\bigl (}3^{2n}.5^{1-n}{\bigr )}=\sum _{n=1}^{\infty }9\left({\frac {9}{5}}\right)^{n-1}}, pois na verdade {\displaystyle a_{n}=u_{1}.q^{n-1}=u_{n}}, donde {\displaystyle u_{1}=9} e {\displaystyle q={\frac {9}{5}}}, logo, trata-se de uma série geométrica com {\displaystyle \left\vert q\right\vert ={\frac {9}{5}}>1}.
Exemplo 2: A série {\displaystyle \sum _{n=1}^{\infty }\left({\frac {4^{n}}{7^{n-1}}}\right)\Rightarrow a_{n}={\frac {4^{n}}{7^{n-1}}}} é convergente, pode-se concluir isso ao calcular a razão {\displaystyle {\frac {a_{n+1}}{a_{n}}}={\frac {4^{n+1}}{7^{n}}}.{\frac {7^{n-1}}{4^{n}}}=4.7^{-1}={\frac {4}{7}}} que resulta no número real {\displaystyle {\frac {4}{7}}}. Logo, trata-se de uma série geométrica com {\displaystyle q={\frac {4}{7}}}, {\displaystyle u_{1}=a_{1}={\frac {4^{1}}{7^{1-1}}}={\frac {4}{7^{0}}}=4} e {\displaystyle a_{n}=4\left({\frac {4}{7}}\right)^{n-1}=u_{n}}. 
Como {\displaystyle \left\vert q\right\vert ={\frac {4}{7}}<1}, sua soma é dada por {\displaystyle S={\frac {u_{1}}{(1-q)}}={\frac {4}{{\bigl (}1-{\frac {4}{7}}{\bigr )}}}={\frac {4}{{\bigl (}{\frac {7}{7}}-{\frac {4}{7}}{\bigr )}}}={\frac {4}{{\bigl (}{\frac {3}{7}}{\bigr )}}}=4.{\frac {7}{3}}={\frac {28}{3}}}.

### Séries harmônica e hiper-harmônica
A série harmônica é uma das séries mais importantes da Matemática e como seu nome sugere, tem a ver com os sons harmônicos produzidos pela vibração de uma corda musical.  A série harmônica é da forma {\displaystyle \sum _{n=1}^{\infty }{\frac {1}{n}}} e trata-se de uma série divergente. Não é uma divergência trivial, pois o seu crescimento para o infinito é muito lento. Ao tomar apenas alguns termos da sequência {\displaystyle S_{k}} das somas parciais parece que esta não diverge para o infinito: 
{\displaystyle S_{10}=2,9289}
{\displaystyle S_{100}=5,1873}
{\displaystyle S_{1000}=7,485}
{\displaystyle S_{10^{6}}=14,392}
{\displaystyle S_{10^{9}}=21,300}
{\displaystyle S_{10^{12}}=28,208}.
Mas ao observar mais atentamente a subsequência {\displaystyle S_{2^{N}}\forall N\in \mathbb {N} } de {\displaystyle S_{k}}, vê-se que:
{\displaystyle S_{2^{1}}=S_{2}=1+{\frac {1}{2}}>{\frac {1}{2}}+{\frac {1}{2}}={\frac {2}{2}}}
{\displaystyle S_{2^{2}}=S_{4}=S_{2}+{\frac {1}{3}}+{\frac {1}{4}}>S_{2}+{\frac {1}{4}}+{\frac {1}{4}}=S_{2}+{\frac {1}{2}}>{\frac {3}{2}}}
{\displaystyle S_{2^{3}}=S_{8}=S_{4}+{\frac {1}{5}}+{\frac {1}{6}}+{\frac {1}{7}}+{\frac {1}{8}}>S_{4}+{\frac {1}{8}}+{\frac {1}{8}}+{\frac {1}{8}}+{\frac {1}{8}}=S_{4}+{\frac {1}{2}}>{\frac {4}{2}}}
{\displaystyle S_{2^{4}}=S_{16}=S_{8}+{\frac {1}{9}}+{\frac {1}{10}}+{\frac {1}{11}}+{\frac {1}{12}}+{\frac {1}{13}}+{\frac {1}{14}}+{\frac {1}{15}}+{\frac {1}{16}}>S_{8}+{\frac {1}{16}}+{\frac {1}{16}}+{\frac {1}{16}}+{\frac {1}{16}}+{\frac {1}{16}}+{\frac {1}{16}}+{\frac {1}{16}}+{\frac {1}{16}}=S_{8}+{\frac {1}{2}}>{\frac {5}{2}}.}
Assim, pode-se intuir que {\displaystyle S_{2^{N}}>{\frac {N+1}{2}}\forall N\in \mathbb {N} }. Aplicando o limite em ambos os lados{\displaystyle \lim _{N\to \infty }S_{2^{N}}\geq \lim _{N\to \infty }{\frac {N+1}{2}}=+\infty } vê-se que a subsequência {\displaystyle S_{2^{N}}}é divergente e portanto a sequência {\displaystyle S_{k}} das somas parciais também diverge. Logo, a série harmônica é divergente.
Define-se série hiper-harmônica (p-série) as séries do tipo {\displaystyle \sum _{n=1}^{\infty }{\frac {c}{n^{p}}}} com {\displaystyle c\in \mathbb {R} } e {\displaystyle p>0}. Assim, pode-se perceber que a série harmônica nada mais é que um caso específico de série hiper-harmônica (quando {\displaystyle c=p=1}). Dá-se destaque à série harmônica pela sua importância tanto na teoria musical quanto na Matemática, já que ela é o “divisor de águas” entre as séries convergentes e divergentes, como observado no teorema:
Teorema: Uma série hiper-harmônica converge quando {\displaystyle p>1} e diverge quando {\displaystyle p\leq 1}.
Demonstração:
Seja a série {\displaystyle \sum _{n=1}^{\infty }{\frac {c}{n^{p}}}=c.\sum _{n=1}^{\infty }{\frac {1}{n^{p}}}}, estuda-se apenas a convergência da série {\displaystyle \sum _{n=1}^{\infty }{\frac {1}{n^{p}}}}, pois a constante {\displaystyle c} não afetará o comportamento desta. Observa-se o termo geral {\displaystyle u_{n}={\frac {1}{n^{p}}}}, como {\displaystyle p>0} tem-se que {\displaystyle u_{n}>0} e {\displaystyle u_{n+1}<u_{n}\forall n\in \mathbb {N} }, ou seja, a sequência é positiva e decrescente. Seja a função {\displaystyle f:\mathbb {R} \rightarrow \mathbb {R} } tal que {\displaystyle f(n)=u_{n}\forall n\in \mathbb {N} }, isto é, {\displaystyle f(x)={\frac {1}{x^{p}}}}. Observa-se primeiramente que a função é contínua e positiva para {\displaystyle x\geq 1}. Mas também {\displaystyle f'(x)=-px^{-p-1}=-px^{-(p+1)}=-{\frac {p}{x^{p+1}}}<0} vê-se que a função é decrescente, satisfazendo assim, todas as condições do critério da integral. Logo, pode-se usá-lo:
Para {\displaystyle p\neq 1}: {\displaystyle \int _{1}^{+\infty }f(x)dx=\lim _{b\to \infty }\int _{1}^{b}x^{-p}dx=\lim _{b\to \infty }\left({\frac {x^{1-p}}{1-p}}\right){\Biggl |}{\begin{matrix}b\\1\end{matrix}}=\lim _{b\to \infty }{\Biggl [}\left({\frac {b^{1-p}}{1-p}}\right)-\left({\frac {1}{1-p}}\right){\Biggr ]}=\left({\frac {1}{1-p}}\right).\lim _{b\to \infty }{\bigl (}b^{1-p}-1{\bigr )}={\begin{cases}-{\frac {1}{1-p}},se1-p<0\Rightarrow p>1\\+\infty ,se1-p>0\Rightarrow p<1\end{cases}}}
pois a convergência deste limite está vinculada à convergência de {\displaystyle (b^{1-p})}, que converge para {\displaystyle 0} quando o expoente {\displaystyle (1-p)} é negativo e para {\displaystyle +\infty } quando este mesmo expoente é positivo, isto porque {\displaystyle b} é positivo. Conclui-se que a série converge quando {\displaystyle p>1} e diverge quando {\displaystyle p<1}.
Para {\displaystyle p=1}: {\displaystyle \int _{1}^{+\infty }f(x)dx=\lim _{b\to \infty }\int _{1}^{b}{\frac {1}{x}}dx=\lim _{b\to \infty }{\Bigl (}\ln \left\vert x\right\vert {\Bigr )}{\biggr |}{\begin{matrix}b\\1\end{matrix}}=\lim _{b\to \infty }{\bigl (}\ln b-\ln 1{\bigr )}=+\infty }. Logo, a série diverge quando {\displaystyle p=1}.
{\displaystyle \therefore } Pelo critério da integral, uma série hiper-harmônica converge quando {\displaystyle p>1} e diverge quando {\displaystyle p\leq 1}.          {\displaystyle \blacksquare }
Exemplo 1: A série {\displaystyle \sum _{n=1}^{\infty }{\frac {\pi }{n^{\pi }}}} converge, pois se trata de uma p-série com {\displaystyle p=\pi >1}. Observe que {\displaystyle c=\pi }.
Exemplo 2: A série {\displaystyle \sum _{n=1}^{\infty }{\frac {7}{2{\sqrt[{3}]{n}}}}} diverge, pois se trata de uma p-série com {\displaystyle p={\frac {1}{3}}<1}. Observe que {\displaystyle c={\frac {7}{2}}}.

## Constantes definidas por séries
Algumas constantes matemáticas são mais frequentemente definidas diretamente através de uma série, este é o caso de:
- O número de Euler:  {\displaystyle e=\sum _{n=0}^{\infty }{\frac {1}{n!}}};
- A constante de Liouville, o primeiro número transcendente construído:  {\displaystyle \gamma =\sum _{n=1}^{\infty }10^{-n!}};
- O número {\displaystyle \pi }:  {\displaystyle \pi =\sum _{n=0}^{\infty }(-1)^{n}{\frac {4}{2n+1}}};
- A constante de Brun, que vale aproximadamente 1,9021605823, é definida como a soma dos inversos dos pares de primos gêmeos:

{\displaystyle B_{2}=\left({\frac {1}{3}}+{\frac {1}{5}}\right)+\left({\frac {1}{5}}+{\frac {1}{7}}\right)+\left({\frac {1}{11}}+{\frac {1}{13}}\right)+\left({\frac {1}{17}}+{\frac {1}{19}}\right)+\left({\frac {1}{29}}+{\frac {1}{31}}\right)+\cdots }
Essa série é convergente, em contraste com a série dos inversos dos primos, que é divergente:
{\displaystyle B_{1}={\frac {1}{2}}+{\frac {1}{3}}+{\frac {1}{5}}+{\frac {1}{7}}+{\frac {1}{11}}+{\frac {1}{13}}+{\frac {1}{17}}+{\frac {1}{19}}+\cdots =\infty }.

## Rearranjo de termos
Sejam os termos {\displaystyle a_{n}} de uma série. Definimos um rearranjo dos termos uma nova sequência com os mesmos termos {\displaystyle a_{\sigma (n)}} onde {\displaystyle \sigma (n)} é uma permutação.
- Pode-se mostrar que se uma série converge absolutamente, então pode-se rearranjar os termos sem alterar a soma.
- Se uma série de números reais é condionalmente convergente mas não absolutamente convergente, então cada cada soma pré-fixada {\displaystyle S,} existe um rearranjo de termos tal que a soma da série rearranjanda é {\displaystyle S.}

## Funções definidas por séries

Animação da Convergência de Reihe contra 1.

Um procedimento bastante comum em análise matemática é o de definir funções atráves de séries. Veja o exemplo:
{\displaystyle \zeta (x)=\sum _{n=1}^{\infty }{\frac {1}{n^{x}}}}.
Se {\displaystyle x} é um número real maior que {\displaystyle 1} então esta função está bem definida, o que pode ser mostrado pelo teste da integral (veja série harmônica). Um caso importante é {\displaystyle \zeta (2)=\sum _{n=1}^{\infty }{\frac {1}{n^{2}}}={\frac {\pi ^{2}}{6}}.} 
Se {\displaystyle x} é um número complexo, esta função é a famosa função zeta de Riemann a respeito da qual há um dos mais importantes problemas em aberto da matemática moderna.
Quanto os termos da série são potências, então a série é dita uma série de Taylor, por exemplo:
{\displaystyle S(x)=\sum _{n=1}^{\infty }{\frac {x^{n}}{n!}}}.

## Séries duplas
Defíne-se como série dupla o limite duplo a seguir:
{\displaystyle \sum _{i,j=1}^{\infty }a_{ij}:=\lim _{N_{i},N_{j}\to \infty }\sum _{i=1}^{N_{i}}\sum _{j=1}^{N_{j}}a_{ij}}.

### Exemplos de séries duplas
- {\displaystyle \sum _{i,j=1}^{\infty }{\frac {1}{2^{i}+3^{j}}}}
- A função elíptica de Weierstrass é definida pela série dupla:

{\displaystyle \wp (z;\omega _{1},\omega _{2})={\frac {1}{z^{2}}}+\sum _{m^{2}+n^{2}\neq 0}\left\{{\frac {1}{(z-m\omega _{1}-n\omega _{2})^{2}}}-{\frac {1}{\left(m\omega _{1}+n\omega _{2}\right)^{2}}}\right\}.}

## Série iteradas
Chama-se série iterada aquela cujos termos são outras séries:
- {\displaystyle \sum _{i=1}^{\infty }\sum _{j=1}^{\infty }a_{ij}=\sum _{i=1}^{\infty }S_{i},~~S_{i}=\sum _{j=1}^{\infty }a_{ij}}.

### Exemplos
- {\displaystyle \sum _{i=1}^{\infty }\sum _{j=1}^{\infty }{\frac {1}{2^{i}+3^{j}}}}.

Também podemos construir séries de somas finitas:
- {\displaystyle \sum _{i=1}^{\infty }\sum _{j=1}^{i}{\frac {1}{2^{i}}}=\sum _{i=1}^{\infty }{\frac {i}{2^{i}}}}.

## Sequência dos termos de uma série
Seja {\displaystyle \{a_{n}\}_{n=1}^{\infty }} uma sequência real ou complexa e {\displaystyle p\geq 1,} dizemos que {\displaystyle \{a_{n}\}_{n=1}^{\infty }} pertence ao espaço lp se:
{\displaystyle \sum _{n=1}^{\infty }|a_{n}|^{p}} converge.

## Generalizações em espaços normados
Seja {\displaystyle X} um espaço normado, {\displaystyle \{a_{n}\}_{n=1}^{\infty }\subseteq X,} definimos de forma análoga:
{\displaystyle S=\sum _{n=1}^{\infty }a_{n}=\lim _{N\to \infty }\sum _{n=1}^{N}a_{n},} quando este limite existe.
A série é somável em norma se
{\displaystyle \sum _{n=1}^{\infty }\|a_{n}\|} converge.
Nestes termos, {\displaystyle X} é um espaço de Banach se e somente se todo série somável em norma for também convergente.

### Exemplo
- O espaço de Hilbert das funções quadrado-somável no intervalo {\displaystyle [0,1],} {\displaystyle L^{2}[0,1]} munido de sua norma:

{\displaystyle \|f\|_{L^{2}}=\left(\int _{0}^{1}|f(t)|^{2}dt\right)^{1/2}}
é um dos espaços mais importantes da matemática aplicada à teoria do processamento de sinais analógicos. Neste espaço, todo elemento pode ser escrito como uma série de Fourier:
{\displaystyle f(t)=\sum _{n=-\infty }^{\infty }c_{n}e^{i\pi nt}dt,~~c_{n}=\int _{0}^{1}f(t)e^{-i\pi nt}dt}.
- Considere o espaço de Banach das funções contínuas definidas no intervalo {\displaystyle K=[0,1],} munidas da norma do supremo. Convergência neste espaço equivale a convergência uniforme.